# Gösta Andersson (fotbollsspelare)
Gösta Torvald "Lådeka" Andersson, född 18 mars 1907 i Göteborg, död 20 januari 1990 i Bergsjöns församling, var en svensk fotbollsspelare (vänsterytter).
Andersson representerade IFK Göteborg i Allsvenskan 1929/1930–1935/1936. Sammanlagt gjorde han 117 allsvenska matcher (46 mål) för klubben. Han blev svensk mästare med IFK 1934/1935.